# Katrine Aalerud
Katrine Aalerud (* 4. Dezember 1994 in Vestby) ist eine norwegische Radrennfahrerin.

## Sportlicher Werdegang
Als Jugendliche betrieb Aalerud Reitsport. Radsport nahm sie erst während ihres Studiums der Wirtschaftswissenschaften auf, zunächst mit einem örtlichen Sportclub. Nachdem sie einige Rennen in Belgien absolviert hatte, wurde sie in die norwegische Nationalmannschaft aufgenommen und absolvierte die Europameisterschaften 2016, die für sie nach einem Sturz im Krankenwagen endeten. 2017 wurde sie vom norwegischen Team Hitec Products unter Vertrag genommen und entwickelte sich von einer Sprinterin zur Bergfahrerin.
Nach zwei Jahren beim dänischen Team Virtu Cycling wurde sie für 2020 von Movistar verpflichtet und fuhr damit erstmals für ein WorldTeam. In ihrem ersten Jahr bei Movistar erzielte sie mit dem 9. Platz bei Lüttich-Bastogne-Lüttich und einem 11. Platz bei Flèche Wallonne Achtungserfolge und gewann nach mehreren Podiumsplätzen in den Vorjahren erstmals die norwegische Meisterschaft im Einzelzeitfahren. Sie verteidigte diesen Titel im folgenden Jahr und vertrat Norwegen 2021 bei den Olympischen Spielen sowohl im Straßenrennen wie auch im Einzelzeitfahren. Während ihrer Zeit bei Movistar fuhr sie viel in Diensten von Annemiek van Vleuten und konnte erst mit der Andalusien-Rundfahrt 2023 einen ersten internationalen Erfolg erzielen. Für 2024 wechselte sie zum norwegischen Team Uno-X Mobility.
Außer bei den Olympischen Spielen vertrat Aalerud ihr Land seit 2016 regelmäßig bei Straßenradsport-Weltmeisterschaften sowie -Europameisterschaften. Von 2017 bis 2021 nahm sie jeweils am Giro Donne teil und platzierte sich dreimal in den Top 20.

## Erfolge
2020
 Norwegische Meisterin – Einzelzeitfahren
2021
 Norwegische Meisterin – Einzelzeitfahren
2023
Gesamtwertung Vuelta Ciclista Andalucía Elite Women
2024
 Norwegische Meisterin – Einzelzeitfahren